# Fins voetbalelftal in 1984
Het Fins voetbalelftal speelde in totaal twaalf interlands in het jaar 1984, waaronder vier wedstrijden in de kwalificatiereeks voor de WK-eindronde 1986 in Mexico. De nationale selectie stond voor het derde opeenvolgende jaar onder leiding van bondscoach Martti Kuusela, de opvolger in de in 1981 afgezwaaide Esko Malm.

## Balans
| Wedstrijden | Wedstrijden | Wedstrijden | Wedstrijden | Doelpunten | Doelpunten | Doelpunten | Punten |
| Gespeeld    | Winst       | Gelijk      | Verlies     | Voor       | Tegen      | Saldo      | Punten |
| ----------- | ----------- | ----------- | ----------- | ---------- | ---------- | ---------- | ------ |
| 12          | 2           | 2           | 8           | 9          | 23         | –14        | 0.500  |

## Interlands
|                                                        |         |               |                  |                                                                           |
| 20 februari Vriendschappelijk № 408 «onderlinge duels» | Finland | 0 – 1         | Verenigde Staten | Lahden Suurhalli, Lahti Toeschouwers: 526 Scheidsrechter: Kaj Natri (FIN) |
| 20 februari Vriendschappelijk № 408 «onderlinge duels» |         | ??' José Neto |                  | Lahden Suurhalli, Lahti Toeschouwers: 526 Scheidsrechter: Kaj Natri (FIN) |

|                                                    |                          |       |         | |
| 9 maart Vriendschappelijk № 409 «onderlinge duels» | Koeweit                  | 1 – 0 | Finland | Al-Sadaqua Walsalam Stadion, Koeweit-Stad Toeschouwers: 5.200 Scheidsrechter: Rahdi Al-Haddad (KUW) |
| 9 maart Vriendschappelijk № 409 «onderlinge duels» | Doelpuntenmaker onbekend |       |         | Al-Sadaqua Walsalam Stadion, Koeweit-Stad Toeschouwers: 5.200 Scheidsrechter: Rahdi Al-Haddad (KUW) |

|                                                   |                   |       |                                                               |                                                                                       |
| 15 mei Vriendschappelijk № 410 «onderlinge duels» | Finland           | 1 – 3 | Sovjet-Unie                                                   | Kouvolan Keskuskenttä, Kouvola Toeschouwers: 6.700 Scheidsrechter: Torbjørn Aas (NOR) |
| 15 mei Vriendschappelijk № 410 «onderlinge duels» | Jari Rantanen 54' |       | 14' Sergei Rodionov 37' Aleksandr Tsjivadze 90' Oleg Protasov | Kouvolan Keskuskenttä, Kouvola Toeschouwers: 6.700 Scheidsrechter: Torbjørn Aas (NOR) |

|                                                 |                |       |               |                                                                                     |
| 27 mei WK-kwalificatie № 411 «onderlinge duels» | Finland        | 1 – 0 | Noord-Ierland | Porin Stadion, Pori Toeschouwers: 8.115 Scheidsrechter: Karl-Heinz Tritschler (FRG) |
| 27 mei WK-kwalificatie № 411 «onderlinge duels» | Ari Valvee 55' |       |               | Porin Stadion, Pori Toeschouwers: 8.115 Scheidsrechter: Karl-Heinz Tritschler (FRG) |

|                                                        |         |                                                           |        |                                                                                       |
| 16 augustus Vriendschappelijk № 412 «onderlinge duels» | Finland | 0 – 3                                                     | Mexico | Olympiastadion, Helsinki Toeschouwers: 5.796 Scheidsrechter: Vladimir Kuznetsov (URS) |
| 16 augustus Vriendschappelijk № 412 «onderlinge duels» |         | 6' Javier Aguirre 72' Javier Hernández 82' Manuel Negrete |        | Olympiastadion, Helsinki Toeschouwers: 5.796 Scheidsrechter: Vladimir Kuznetsov (URS) |

|                                                         |         |                                             |       |                                                                                |
| 12 september Vriendschappelijk № 413 «onderlinge duels» | Finland | 0 – 2                                       | Polen | Olympiastadion, Helsinki Toeschouwers: 3.500 Scheidsrechter: Rolf Haugen (NOR) |
| 12 september Vriendschappelijk № 413 «onderlinge duels» |         | 32' Dariusz Dziekanowski 62' Andrzej Pałasz |       | Olympiastadion, Helsinki Toeschouwers: 3.500 Scheidsrechter: Rolf Haugen (NOR) |

|                                                     |                                                                                       |       |         |                                                                                        |
| 17 oktober WK-kwalificatie № 414 «onderlinge duels» | Engeland                                                                              | 5 – 0 | Finland | Wembley Stadium, Londen Toeschouwers: 47.234 Scheidsrechter: Aleksander Suchanek (POL) |
| 17 oktober WK-kwalificatie № 414 «onderlinge duels» | Mark Hateley 29' Tony Woodcock 40' Mark Hateley 49' Bryan Robson 71' Kenny Sansom 85' |       |         | Wembley Stadium, Londen Toeschouwers: 47.234 Scheidsrechter: Aleksander Suchanek (POL) |

|                                                     |                          |       |                                 |                                                                                                 |
| 31 oktober WK-kwalificatie № 415 «onderlinge duels» | Turkije                  | 1 – 2 | Finland                         | Antalya Atatürk Stadion, Antalya Toeschouwers: 10.000 Scheidsrechter: Velodi Miminoshvili (URS) |
| 31 oktober WK-kwalificatie № 415 «onderlinge duels» | Ilyas Tüfekci 78' (pen.) |       | 10' Ari Hjelm 56' Mika Lipponen | Antalya Atatürk Stadion, Antalya Toeschouwers: 10.000 Scheidsrechter: Velodi Miminoshvili (URS) |

|                                                      |                                       |       |                   |                                                                                            |
| 14 november WK-kwalificatie № 416 «onderlinge duels» | Noord-Ierland                         | 2 – 1 | Finland           | Windsor Park, Belfast Toeschouwers: 19.457 Scheidsrechter: Alder da Silva dos Santos (POR) |
| 14 november WK-kwalificatie № 416 «onderlinge duels» | John O'Neill 42' Gerald Armstrong 51' |       | 22' Mika Lipponen | Windsor Park, Belfast Toeschouwers: 19.457 Scheidsrechter: Alder da Silva dos Santos (POR) |

|                                                        |                           |       |               |                                                                             |
| 20 november Vriendschappelijk № 417 «onderlinge duels» | Saoedi-Arabië             | 2 – 1 | Finland       | Al-Jubail Stadion, Jubail Toeschouwers: 6.000 Scheidsrechter: Abrahim (KSA) |
| 20 november Vriendschappelijk № 417 «onderlinge duels» | Doelpuntenmakers onbekend |       | ??' Ari Hjelm | Al-Jubail Stadion, Jubail Toeschouwers: 6.000 Scheidsrechter: Abrahim (KSA) |

|                                                        |                           |       |                                 |                                                                                                  |
| 22 november Vriendschappelijk № 418 «onderlinge duels» | Qatar                     | 2 – 2 | Finland                         | Khalifa International Stadium, Doha Toeschouwers: 1.000 Scheidsrechter: Abdulaziz Al-Mulla (UAE) |
| 22 november Vriendschappelijk № 418 «onderlinge duels» | Doelpuntenmakers onbekend |       | 32' Ilkka Remes 62' Esa Pekonen | Khalifa International Stadium, Doha Toeschouwers: 1.000 Scheidsrechter: Abdulaziz Al-Mulla (UAE) |

|                                                        |                          |       |               |                                                                                      |
| 24 november Vriendschappelijk № 419 «onderlinge duels» | Qatar                    | 1 – 1 | Finland       | Khalifa International Stadium, Doha Toeschouwers: 1.500 Scheidsrechter: Jamaan (QAT) |
| 24 november Vriendschappelijk № 419 «onderlinge duels» | Doelpuntenmaker onbekend |       | 65' Ari Hjelm | Khalifa International Stadium, Doha Toeschouwers: 1.500 Scheidsrechter: Jamaan (QAT) |

## Statistieken
| Olli Huttunen    | 1960-08-04 | FC Haka Valkeakoski | 9  | 0 | 0 | 26 | 0 |
| Markku Palmroos  | 1960-08-27 | HJK Helsinki        | 2  | 0 | 0 | 2  | 0 |
| Verdediging      |            |                     |    |   |   |    |   |
| Esa Pekonen      | 1961-11-04 | Kuusysi Lahti       | 11 | 0 | 1 | 30 | 1 |
| Pauno Kymäläinen | 1949-10-14 | TPS Turku           | 10 | 0 | 0 | 29 | 0 |
| Erkka Petäjä     | 1964-02-13 | TPS Turku           | 6  | 0 | 0 | 8  | 0 |
| Jari Europaeus   | 1962-12-29 | Gefle IF            | 5  | 2 | 0 | 9  | 0 |
| Ilkka Remes      | 1963-07-29 | Kuusysi Lahti       | 4  | 1 | 1 | 14 | 1 |
| Arto Uimonen     | 1958-01-07 | Ilves Tampere       | 3  | 1 | 0 |    |   |
| Aki Lahtinen     | 1958-10-31 | Notts County        | 3  | 0 | 0 | 35 | 0 |
| Mikael Granskog  | 1961-03-26 | IFK Norrköping      | 1  | 0 | 0 | 13 | 0 |
| Risto Salonen    | 1955-12-11 | Vasalunds IF        | 1  | 0 | 0 |    |   |
| Keijo Kousa      | 1959-07-27 | Kuusysi Lahti       | 0  | 2 | 0 | 16 | 4 |
| Middenveld       |            |                     |    |   |   |    |   |
| Hannu Turunen    | 1956-06-24 | KuPS Kuopio         | 10 | 1 | 0 |    |   |
| Leo Houtsonen    | 1958-10-25 | KuPS Kuopio         | 8  | 0 | 0 | 37 | 1 |
| Jukka Ikäläinen  | 1957-05-14 | Örgryte IS          | 7  | 0 | 0 |    |   |
| Kari Ukkonen     | 1961-12-19 | Cercle Brugge       | 4  | 0 | 0 | 8  | 0 |
| Kari Virtanen    | 1958-09-15 | AIK Solna           | 4  | 0 | 0 |    |   |
| Sixten Boström   | 1963-09-15 | BK Häcken           | 2  | 2 | 0 |    |   |
| Pasi Rautiainen  | 1961-07-18 | Arminia Bielefeld   | 2  | 0 | 0 |    |   |
| Markus Törnvall  | 1964-12-31 | Kuusysi Lahti       | 1  | 1 | 0 |    |   |
| Peter Utriainen  | 1960-11-20 | Gefle IF            | 1  | 1 | 0 |    |   |
| Juha Dahllund    | 1954-03-20 | HJK Helsinki        | 1  | 0 | 0 | 22 | 0 |
| Kai Haaskivi     | 1955-12-28 | Cleveland Force     | 1  | 0 | 0 |    |   |
| Kimmo Lipponen   | 1962-12-09 | TPS Turku           | 0  | 2 | 0 |    |   |
| Juha Annunen     | 1960-04-16 | OTP Oulu            | 0  | 1 | 0 |    |   |
| Aanval           |            |                     |    |   |   |    |   |
| Ari Hjelm        | 1962-02-24 | Ilves Tampere       | 6  | 3 | 3 | 12 | 4 |
| Ari Valvee       | 1960-12-01 | Vasalunds IF        | 6  | 2 | 1 | 26 | 6 |
| Mika Lipponen    | 1964-05-09 | TPS Turku           | 6  | 0 | 2 | 9  | 2 |
| Jari Rantanen    | 1961-12-31 | HJK Helsinki        | 3  | 1 | 1 | 4  | 1 |
| Ismo Lius        | 1965-11-30 | Kuusysi Lahti       | 2  | 2 | 0 | 4  | 0 |
| Risto Puustinen  | 1959-09-28 | PPT Pori            | 2  | 2 | 0 |    |   |

Finse voetbalbond · A-internationals · Bondscoaches · Statistieken · Fins vrouwenelftal · Olympisch elftal · Finland U21 · Finland U20 · Finland U19 · Finland U18 · Finland U17 · Finland U16
1911 – 1919 ·
1920 – 1929 ·
1930 – 1939 ·
1940 – 1949 ·
1950 – 1959 ·
1960 – 1969 ·
1970 – 1979 ·
1980 – 1989 ·
1990 – 1999 ·
2000 – 2009 ·
2010 – 2019 ·
2020 − 2029
EK 2020
OS 1912 ·
OS 1936 ·
OS 1952 ·
OS 1980
1911 · 
1912 · 
1913 · 
1914 · 
1915 · 1916 · 1917 · 1918 · 
1919 · 
1920 · 
1921 · 
1922 · 
1923 · 
1924 · 
1925 · 
1926 · 
1927 · 
1928 · 
1929 · 
1930 · 
1931 · 
1932 · 
1933 · 
1934 · 
1935 · 
1936 · 
1937 · 
1938 · 
1939 · 
1940 · 
1941 · 
1942 · 
1943 · 
1944 · 
1945 · 
1946 · 
1947 · 
1948 · 
1949 · 
1950 · 
1952 · 
1952 · 
1953 · 
1954 · 
1955 · 
1956 · 
1957 · 
1958 · 
1959 · 
1960 · 
1961 · 
1962 · 
1963 · 
1964 · 
1965 · 
1966 · 
1967 · 
1968 · 
1969 · 
1970 · 
1971 · 
1972 · 
1973 · 
1974 · 
1975 · 
1976 · 
1977 · 
1978 · 
1979 · 
1980 · 
1981 · 
1982 · 
1983 · 
1984 · 
1985 · 
1986 · 
1987 · 
1988 · 
1989 · 
1990 · 
1991 · 
1992 · 
1993 · 
1994 · 
1995 · 
1996 · 
1997 · 
1998 · 
1999 · 
2000 · 
2001 · 
2002 · 
2003 · 
2004 · 
2005 · 
2006 · 
2007 · 
2008 · 
2009 · 
2010 · 
2011 · 
2012 · 
2013 · 
2014 · 
2015 · 
2016 · 
2017 · 
2018 ·
2019 ·
2020
Albanië ·
Algerije ·
Andorra ·
Armenië ·
Azerbeidzjan ·
Bahrein ·
Barbados ·
België ·
Bermuda ·
Bolivia ·
Bosnië en Herzegovina ·
Brazilië ·
Bulgarije ·
Canada ·
Chili ·
China ·
Colombia ·
Costa Rica ·
Cyprus ·
Denemarken ·
DDR ·
(West-)Duitsland ·
Ecuador ·
Egypte ·
Engeland ·
Estland ·
Faeröer ·
Frankrijk ·
Georgië ·
Griekenland ·
Honduras ·
Hongarije ·
Ierland ·
IJsland ·
India ·
Irak ·
Israël ·
Italië ·
Japan ·
Jemen ·
Joegoslavië ·
Jordanië ·
Kameroen ·
Kazachstan ·
Koeweit ·
Kosovo ·
Kroatië ·
Letland ·
Liechtenstein ·
Litouwen ·
Luxemburg ·
Maleisië ·
Malta ·
Marokko ·
Mexico ·
Moldavië ·
Montenegro ·
Nederland ·
Noord-Ierland ·
Noord-Korea ·
Noord-Macedonië ·
Noorwegen ·
Oekraïne · 
Oman ·
Oostenrijk ·
Peru ·
Polen ·
Portugal ·
Qatar ·
Roemenië ·
Rusland ·
San Marino ·
Saoedi-Arabië ·
Schotland ·
Servië ·
Servië en Montenegro ·
Singapore ·
Slovenië ·
Slowakije ·
Sovjet-Unie ·
Spanje ·
Thailand ·
Trinidad en Tobago ·
Tsjechië ·
Tsjecho-Slowakije ·
Tunesië ·
Turkije ·
Uruguay ·
Verenigde Arabische Emiraten ·
Verenigde Staten ·
Wales ·
Wit-Rusland ·
Zuid-Korea ·
Zweden ·
Zwitserland
België (2021) · 
Denemarken (2021) · 
Rusland (2021)